# Ricarda Roggan
Ricarda Roggan (* 1972 in Dresden) ist eine deutsche Fotografin und Hochschullehrerin.
Ricarda Roggan studierte ab 1993 an der Hochschule für Grafik und Buchkunst Leipzig, 1996 folgte ein Studium der Fotografie. 2002 beendete sie ihr Diplom, dem ein Meisterstudium bei Timm Rautert folgte.
2003 nahm sie am Residency-Programm im Künstlerhaus Schloss Wiepersdorf teil. Ihren Master of Arts in Fotografie machte sie 2003 am Royal College of Art in London.
Seit 2013 unterrichtet sie als Professorin für Fotografie an der Staatlichen Akademie der Bildenden Künste Stuttgart.

## Öffentliche Sammlungen
- Bundessammlung zeitgenössischer Kunst Bonn
- Sammlung des Deutschen Bundestages
- Fotografische Sammlung des Museums Folkwang Essen
- Kunstfonds des Freistaates Sachsen, Staatliche Kunstsammlungen Dresden

## Auszeichnungen
- 1999: „Translation“, 1. Preis der Stadtwerke Halle für die Installation „Stadt N“
- 2002:  Stipendium für zeitgenössische deutsche Fotografie der Alfried Krupp von Bohlen und Halbach-Stiftung
- 2003:  DAAD-Auslandsstipendium für Großbritannien (London)
  - Stiftung Vordemberge-Gildewart
  - Kulturstiftung Sachsen, Arbeitsstipendium Schloss Wiepersdorf
- 2004: Kunstpreis der Landesbank Sachsen
- 2008: Deutscher Fotobuchpreis

## Werke
- Apokryphen. Spector Books, Leipzig 2022, ISBN 978-3-95905-670-0.
- Kino. Spector Books, Leipzig 2020, ISBN 978-3-95905-321-1.
- Set Reset Exits Sediments. Spector Books, Leipzig 2011, ISBN 978-3-940064-26-4.